# Meghan Markle

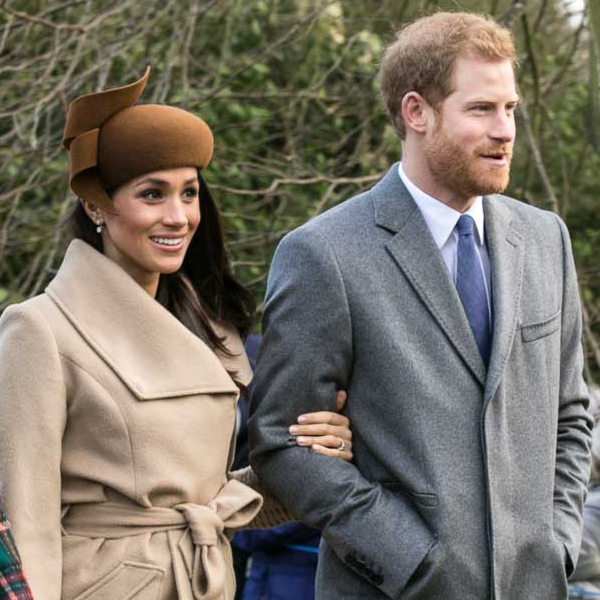
De Hertog en Hertogin

Meghan, Hertogin van Sussex, (geboren als Rachel Meghan Markle) (Los Angeles, 4 augustus 1981) is een voormalige Amerikaans actrice, en de echtgenote van de Britse prins Harry, de jongste zoon van koning Charles III en Diana Spencer. 

## Levensloop

### Jonge jaren
Markle werd geboren in Los Angeles als Rachel Meghan Markle. Ze is de dochter van Doria Loyce Ragland, een Afro-Amerikaanse moeder, en Thomas Wayne Markle, een vader met Ierse en Engelse afkomst. Met de 750.000 dollar die vader Markle in 1990 won met de Californische staatsloterij kon haar vader voor zijn tienerdochter de beste opleidingen van dure privéscholen bekostigen. Ze ging naar Northwestern University en behaalde daar bachelortitels in de podiumkunsten en internationale betrekkingen. Daarna werkte ze enige tijd op de Amerikaanse ambassade in Buenos Aires.

### Acteercarrière
Dankzij de Hollywood-connecties van haar vader, een gerenommeerd licht- en fototechnicus die twee Daytime Emmy Awards won, maakte Meghan Markle in 2002 haar televisiedebuut als actrice met een gastrol in de soapserie General Hospital. Hierna speelde ze onder andere in Century City, The War at Home, 90210, Knight Rider, Without a Trace, CSI: NY en Castle en in films als A Lot Like Love en Remember Me. Daarnaast was ze een van de koffertjesdragers in de Amerikaanse versie van Deal or No Deal. Bij het grote publiek verwierf ze vanaf 2011 bekendheid als Rachel Zane in de advocatenserie Suits.

## Privéleven

### Eerste huwelijk
Vanaf 2004 was ze samen met acteur en producer Trevor Engelson. Het stel trouwde in september 2011 en scheidde in augustus 2013.

### Relatie met prins Harry
In november 2016 bevestigde het Britse koningshuis dat Markle sinds enige maanden een relatie met de Britse prins Harry had. Op 27 november 2017 werd publiek gemaakt dat het paar zich eerder die maand verloofde. Als huwelijksdatum werd voor 19 mei 2018 gekozen.

#### Toetreding Anglicaanse Kerk
Markle werd volgens de Daily Mail op 8 maart 2018 gedoopt. De verloofde van prins Harry werd ondergedompeld met water uit de Jordaan in het bijzijn van prins Harry, prins Charles en hertogin Camilla. De aartsbisschop van Canterbury, Justin Welby, leidde de dienst van 45 minuten. Meghan heeft een goede band met Welby en vroeg hem daarom persoonlijk voor de doop. Welby heeft Meghan de gebruiken en rituelen van het Anglicaanse geloof bijgebracht. Met de doop is Meghan toegetreden tot de Anglicaanse Kerk, iets wat voor de verloofde van Harry niet verplicht was. Toch koos Meghan ervoor om gedoopt te worden, uit respect voor de grootmoeder van Harry. Koningin Elizabeth II was toendertijd in Engeland hoofd van de Anglicaanse Kerk.
Bruiloft
Op 19 mei 2018 trouwde Meghan Markle met Harry van Wales. De ceremonie vond plaats in de St George's Chapel van Windsor Castle. De dienst werd geleid door de aartsbisschop van Canterbury, Justin Welby, en de deken van Windsor, David Conner. De Amerikaanse bisschop Michael Bruce Curry maakte ook deel uit van de huwelijksplechtigheid.
Markle droeg een jurk van de Britse designer Clare Waight Keller, de toenmalige artistiek directeur van Givenchy. 
Voor de ceremonie werd Harry van Wales verheven tot hertog van Sussex met de eretitels graaf van Dumbarton (in Schotland) en baron Kilkeel (in Noord-Ierland). Na de plechtigheid werd Meghan prinses van Groot-Brittannië en Noord-Ierland, hertogin van Sussex (Her Royal Highness The Duchess of Sussex) en kreeg zij de eretitels Countess of Dumbarton en Baroness Kilkeel.

#### Kinderen
Op 6 mei 2019 werd een zoontje geboren dat de naam Archie Mountbatten-Windsor kreeg.
In een opiniestuk in The New York Times maakte Markle bekend in juli 2020 een miskraam te hebben gehad.
Op 4 juni 2021 beviel ze van een dochter, Lilibet Mountbatten-Windsor.

#### Opspraak
In augustus 2019 raakten Markle en prins Harry in opspraak door het gebruik van 4 privé-jetvluchten gedurende 11 dagen terwijl ze campagne voerden omtrent klimaatverandering. Volgens critici, die hen hypocrisie verweten, veroorzaakte hun reis zeven keer meer koolstofemissie per persoon dan een van de 20 commerciële vluchten die dagelijks de desbetreffende route vlogen.

### Afsplitsing Koninklijk Huis
In 2020 besloot Markle met haar man de koninklijke taken te beëindigen en het Verenigd Koninkrijk te verlaten. Prins Harry wilde daarmee voorkomen dat de geschiedenis zich herhaalde, doelende op de gebeurtenissen met zijn moeder Diana Spencer. Na een verblijf in Canada vestigde het stel zich in Los Angeles.
In een interview met Oprah Winfrey in maart 2021 beschuldigde Markle de koninklijke familie ervan dat de huidskleur van zoontje Archie een probleem was binnen de familie. Ook bekende ze suïcidale gedachten te hebben gehad, de mentale gezondheid van Meghan was al eerder onderwerp van gesprek nadat een journalist na afloop van een reis vroeg of het wel goed met haar ging.

#### Titel
Markle verkreeg na haar huwelijk de titel Hare Koninklijke Hoogheid (HRH). Deze gaf ze op in de lente van 2020. De titel van hertogin mocht zij behouden.

#### Projecten
In 2020 richtten Meghan Markle en prins Harry een multimediabedrijf op, genaamd Archewell Inc. In 2022 begonnen zij de podcast Archetypes op Spotify met bekende gasten zoals Serena Williams en Mariah Carey. Daarnaast werken ze ook aan een Netflix documentaire genaamd Heart of Invictus. In december 2022 kwam de zesdelige documentaireserie Harry & Meghan uit, over het ontstaan van de relatie van het paar vanaf hun prille verkering tot aan het besluit een deel van hun officiële taken voor het Britse koningshuis neer te leggen, en de gevolgen die dat gehad heeft op hun relatie en leven.

## Filmografie
- Bibsys: 1533887378866
- Biblioteca Nacional de España: XX5428170
- Bibliothèque nationale de France: cb16687080v (data)
- Catàleg d'autoritats de noms i títols de Catalunya: 981060555952106706
- Gemeinsame Normdatei: 1147348987
- International Standard Name Identifier: 0000 0003 7816 282X
- Library of Congress Control Number: no2012087025
- Nationale Bibliotheek van Letland: 000264935
- MusicBrainz: 874902ab-8a3d-43ed-9690-cfa1a18c6430
- Bibliotheek van het Japanse parlement: 031236921
- Nationale Bibliotheek van Tsjechië: xx0228877
- Nationale en Universitaire bibliotheek Zagreb: 000744428
- Nederlandse Thesaurus van Auteursnamen: 421301740
- Système universitaire de documentation: 196292662
- Virtual International Authority File: 255735746
- WorldCat: E39PBJwRVCyxdghhRkfHFRFdwC